# Pruské
Pruské je obec na Slovensku, v okrese Ilava v Trenčínském kraji ležící na pravém břehu Váhu. Žije zde přibližně 2 300 obyvatel. První písemná zmínka o obci pochází z roku 1244.
V obci se nachází barokní římskokatolický kostel svatého Petra a Pavla z roku 1780 a kaple svatého Jiří z roku 1642. V rozsáhlém anglickém parku se nachází renesanční kaštel z konce 16. století.
Františkánský klášter s kostelem svatého Jiří, dnes domov důchodců, byl v obci od roku 1642 až do násilné likvidace řeholí v dubnu 1950, kdy se stal internačním střediskem v akci K.